# Русские сказки (балет)
«Ру́сские ска́зки» (фр. Contes russes, также фр. Les contes russes) — одноактный балет в постановке Л. Ф. Мясина на музыку произведений А. К. Лядова; сценография М. Ф. Ларионова и Н. С. Гончаровой. Первый показ состоялся 11 мая 1917 года силами труппы Русский балет Дягилева в театре Шатле, Париж. В дальнейшем Мясин работал над усовершенствованием балета, и его окончательная расширенная редакция впервые была представлена 23 декабря 1918 года под названием «Де́тские ска́зки» (англ. Children's Tales) в театре Колизеум, Лондон.

## История создания
В 1916 году в Испании Русский балет Дягилева показал одноактный балет Мясина «Кикимора». Это короткое сочинение на музыку симфонической поэмы А. К. Лядова было создано в пору осложнений отношений В. Ф. Нижинского с С. П. Дягилевым, решившим определить Л. Ф. Мясина в качестве балетмейстера труппы. Согласно воспоминаниям С. Л. Григорьева, антрепренёру «представлялось, что Мясин способен стать воплощением всего, что было современным в искусстве, и реализовывать собственные идеи Дягилева. Пока мы пребывали в Риме, он не терял возможности внедрить эти идеи в его сознание. <…> В Риме начался мясинский период в истории Русского балета».
В Риме Дягилев предложил Ларионову и Мясину расширить «Кикимору», дополнив её другими картинами на основе русских сказок, для чего была выбрана история о Бабе-Яге и музыка одноимённой симфонической поэмы Лядова (1904), а балет получил название «Русские сказки». В то время в Риме Мясин создал три балета: «Женщины в хорошем настроении», «Русские сказки» и «Парад». В «Русских сказках» Мясин продолжил основанную на народном фольклоре русскую линию, начатую в балетах «Полуночное солнце» и «Кикимора». С точки зрения стилистики произведений Мясина «Русские сказки» заняли место после первого русского балета «Полуночное солнце», первого испанского «Менины» и первого итальянского «Женщины в хорошем настроении». Оформлением балета занимались Ларионов и Гончарова, присоединившиеся в Сан-Себастьяне к труппе Дягилева после её американских гастролей 1916 года.
Весной 1917 года на музыку Лядова Мясин сочинил дополнительные сцены «Царевна-лебедь и Бова-королевич» и «Баба-Яга» — так «Кикимора» стала первой сценой балета «Русские сказки». Новый русский балет включил Пролог, Эпилог и 4 картины: «Кикимора», «Бова-королевич и Царевна-лебедь», «Баба-яга», «Коляда». В Прологе появлялся Кукольник и представлял публике двух марионеток — Кикимору и Кота. «В качестве антракта между эпизодами с Царевной-лебедь и последней сценой с Бабой-Ягой я придумал сцену жуткой похоронной процессии, в которой трое крестьян несли на длинных шестах головы дракона, а Кот как главный плакальщик шёл, спотыкаясь, на задних лапах, рыдая в носовой платок». При создании сочинения Мясин заручился поддержкой Дягилева и Ларионова, который выступил не только как оформитель и автор либретто, но и в качестве «консультанта по движению», когда Мясин обращался к нему за советом. В балете декорация «обретает собственную хореографическую партию — танцует Изба Бабы-Яги, роль которой исполняют двое артистов, качается люлька Кикиморы, оживает и пускается в пляс часть кулисы». Результатом такого сотрудничества «оказался великолепный спектакль, отчётливо русский, в трёх эпизодах, связанный интерлюдиями, и завершавшийся необычайно красочной массовой сценой». В «Русских сказках», заявленных как «хореографические миниатюры», изображена древняя Россия, только представлена она в современной версии с задействованием языческих фольклорных персонажей эпохи до крещения Руси. Но, согласно описанию Мясина, в последней сцене «Баба-Яга» Девочка крестится и спасается от людоедки, пытавшейся поймать её при помощи трёх чертей. 
В 1918 году на гастролях в Лондоне были поставлены «Плач Царевны-лебедь» и интермедии, соединяющие части: отдельные танцы и сцена «Похороны дракона». На всех этапах создания балета, начиная с «Кикиморы» до последней расширенной редакции, Мясин работал с Ларионовым и Гончаровой.

## Премьеры

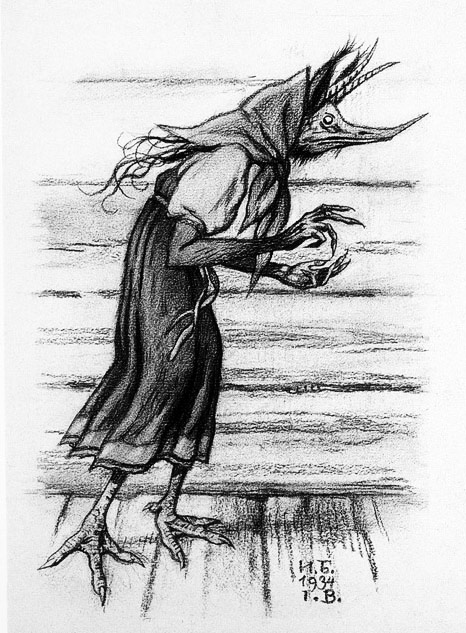
Билибин. Кикимора, 1934

- 1917, 11 мая — первый показ сюиты хореографических миниатюр и танцев «Русские сказки» (фр. Contes russes[17] «Кикимора», «Бова-королевич», «Баба-яга», «Коляда-маляда») в театре Шатле, Париж. Музыка А. К. Лядова, хореография Л. Ф. Мясина. Декорации и сценический занавес М. Ф. Ларионова; костюмы М. Ф. Ларионова и Н. С. Гончаровой. Дирижёр Э. Ансерме, режиссёр С. Л. Григорьев[3].

Роли и исполнители:
- Кукольник (Прелюдия) — Леон Войциховский
- Кикимора — Лидия Соколова
- Кот — Станислав Идзиковский
- Царевна-лебедь — Любовь Чернышёва
- Бова-королевич — Леонид Мясин
- Баба-Яга — Николай Кремнёв
- Девочка — Антонова
- Три чёрта (у Нортон — Лесные демоны) — Охимовский, Максимов, Георгий Язвинский

В отличие от некоторых русских сказок, где Кикимора выступает в мужском обличье, в балете персонаж представлен женской особью. С июля по октябрь 1917 года «Русские сказки» были показаны в вовремя турне по странам Южной Америки (Уругвай, Бразилия, Аргентина).
- 1918, 23 декабря — премьера новой и окончательной расширенной редакции под названием «Детские сказки» в театре Колизеум, Лондон[20][21][22]

Балет вошёл в репертуар труппы Дягилева и со времени первого показа исполнялся ежегодно, будучи представленным на гастролях в известных театрах городов Европы (Барселона, Женева, Лондон, Мадрид, Монте-Карло, Париж, Рим, Турин). Последний раз «Русские сказки» были представлены труппой Дягилева 5 мая 1929 года в Опере Монте-Карло, после чего в том же году исполнялась только миниатюра «Баба-Яга»: в мае—июне в 22-м Русском сезоне в Театре Сары Бернар (Париж) и в июле в Ковент Гардене (Лондон).

## Возобновление
- 1934, 7 августа — возобновление балета «Русские сказки» труппой Русский балет полковника де Базиля было представлено в театре Ковент Гарден, Лондон. Премьера в Австралии состоялась 5 декабря 1936 года в Театре Его Величества (His Majesty's Theatre) в Мельбурне, после чего показы проходили во время австралийского турне 1936/37 труппы Русский балет Монте-Карло полковника де Базиля.

## Оценки
Бессменный режиссёр труппы С. Л. Григорьев писал: «Если в „Полуночном солнце“ ещё ощутимо влияние Фокина, то балеты, появившиеся в Риме, созданы в совершенно ином русле, в них уже проявился стиль, которому суждено было стать отчётливо мясинским. Лишившись сходства и с балетами Фокина, отмеченными ясным и красивым рисунком, и с традиционными классическими балетами, они стали усложнёнными, суховатыми, вычурными».
Лесли Нортон отметила, что «Русские сказки» стали важным шагом в развитии Мясина как хореографа, став его первым опытом работы с большим ансамблем танцовщиков.